# Zdeněk Buchvaldek
Zdeněk Buchvaldek (15. ledna 1928 Praha – 3. srpna 1987 Praha) byl český herec, divadelní dramaturg, režisér, pedagog a funkcionář KSČ.

## Život
Po maturitě na gymnáziu v Křemencově ulici studoval na DAMU. Po ukončení školy od roku 1952 až do roku 1976 působil v mosteckém Divadle pracujících nejprve jako herec, později též jako dramaturg a režisér. Od roku 1976 pak přešel, coby kádrová rezerva, na post ředitele Realistického divadla Zdeňka Nejedlého v Praze na Smíchově (dnes zde sídlí Švandovo divadlo).
Celý život byl velice politicky angažovaným členem KSČ, byl funkcionářem Svazu československo-sovětského přátelství (neboli SČSP) a Svazu dramatických umělců. Často pronášel různé angažované projevy v Československém rozhlasu.
Hrál v mnoha prorežimních a politicky zaměřených televizních inscenacích a seriálech, z nichž patrně vůbec nejznámější je hlavní role v propagandisticky koncipovaném TV seriálu Muž na radnici.
V roce 1973 byl jmenován zasloužilým umělcem, v r. 1976 obdržel cenu Zlatý krokodýl, v r. 1981 Medaili SČSP a v r. 1983 Cenu Jaroslava Průchy.

## Divadelní role, výběr
- 1952 A. Kornejčuk: Chirurg Platon Krečet, titul. role, Divadlo pracujících Most, režie L. Poživil
- 1985 Vasilij Šukšin: Čáry na dlani, Maxim, Realistické divadlo

## Filmografie

### Film
- 1952 Zítra se bude tančit všude
- 1973 Maturita za školou
- 1974 Dvacátýdevátý
- 1978 Skandál v Gri-gri baru
- 1978 Pod jezevčí skálou
- 1979 Smrt stopařek
- 1979 Hodinářova svatební cesta korálovým mořem
- 1985 Zátah

### Televize
- Tribun lidu
- Kremelský orloj
- Rudý primátor
- Králův kalich
- Dopis Uljanovových
- Muž na radnici (TV seriál)
- Bylo nás šest (TV seriál)
- Panoptikum města pražského (TV seriál)
- Rodáci (TV seriál)

### Rozhlas
- 1976 Johann Wolfgang Goethe: Utrpení mladého Werthera, připravil Jan Kuneš, překlad E. A. Saudek, režie: Josef Melč, účinkují Alfred Strejček (Werther) a Zdeněk Buchvaldek (úvod).
- 1980 Jaroslav Vrchlický: Noc na Karlštejně, připravila Jaroslava Strejčková, hudební a zvuková spolupráce Radislav Nikodém, scénář Blanka Bezrová, režie Josef Hajdučík; účinkují Zdeněk Buchvaldek, Svatopluk Beneš, Alois Švehlík, Vladimír Pospíšil, Lubomír Lipský, Jan Přeučil, Jana Drbohlavová, Luděk Munzar, Dagmar Veškrnová. Zvukové efekty Artur Šviha.